# Berceni (Ilfov megye)
Berceni község és falu Ilfov megyében, Munténiában, Romániában.

## Fekvése
A megye délkeleti részén található, a megyeszékhelytől, Bukaresttől, tizenhat kilométerre délkeletre.

## Története
A 19. század végén a település Bobești-Bălăceanca község része volt, mely Ilfov megye Dâmbovița járásához tartozott és Bălăceanca, Bobești, Berceni, Glina-Gherman (községközpont), Glina-Macri, Manolache, Potoceanca, Șerbănești valamint Berceni falvakból állt.
1925-ös évkönyv szerint Ilfpv megye Vidra járásában Berceni-Dobreni községéhez tartozott, mely Bercenii-Dobreni és Berceni, összesen 2108 lakossal.
1950-ben közigazgatási átszervezés alapján, a Nicolae Bălcescu rajonhoz került, a Bukaresti régión belül.
1968-ban ismét megyerendszert vezettek be az országban, a község az újból létrehozott Ilfov megye része lett. 1981-től Berceni-t Giurgiu megyéhez csatolták, majd hamarosan az Ilfovi Mezőgazdasági Szektor része lett, egészen 1998-ig, amikor ismét létrehozták Ilfov megyét.

## Lakossága
| Nemzetiségek | 2002 | 2002   |
| ------------ | ---- | ------ |
| Románok      | 4082 | 99,48% |
| Romák        | 20   | 0,48%  |
| Ukránok      | 1    | 0,02%  |
| Összesen     | 4103 | 100,0% |